# Mercedes-Benz Stadium
Het Mercedes-Benz Stadium is een Amerikaans voetbal-stadion in Atlanta, de hoofdstad en grootste stad in de staat Georgia. Het stadion is de thuishaven van de Atlanta Falcons (NFL) en Atlanta United FC (MLS). 
In 2017 verving het stadion de Georgia Dome, die in 1992 werd geopend en twee keer de Super Bowl mocht organiseren (in 1994 en 2000). Het Mercedes-Benz Stadium organiseerde in 2019 voor het eerst de Super Bowl.